# Museu de Sydney
O Museu de Sydney é uma coleção e exposição histórica, construída sobre as ruínas da casa do primeiro governador de Nova Gales do Sul, Arthur Phillip , na esquina atual de Phillip e Bridge Street, em Sydney .

## Descrição
A casa original , que foi a primeira Casa de Governo da Austrália, foi construída em 1788 e depois abandonada.  As fundações foram expostas por arqueólogos em 1983.  O novo edifício do museu no local foi projetado por arquitetos da Denton Corker Marshall .  O museu foi construído como parte do desenvolvimento do governador Phillip Tower e é administrado pelo Historic Houses Trust de New South Wales .
O Museu de Sydney explora a colonial e contemporânea Sydney através de objetos, imagens e novas técnicas de mídia digital.  Vistas panorâmicas de Sydney — de 1788 até hoje — estendem-se através de paredes e telas de vídeo.  A era condenada de Sydney é explorada em uma gigantesca mostra de bens e materiais recuperados de mais de 25 escavações arqueológicas.[carece de fontes?]

## Origens do nome
Quando foi projetado, o projeto foi chamado de Primeiro Museu da Casa do Governo .  Enquanto o prédio do museu estava sendo construído em novembro de 1993, o Ministro das Artes de Nova Gales do Sul anunciou que o museu seria conhecido como o Museu de Sydney no Local da Primeira Casa do Governo , descrito pela imprensa da época como um "bocado"  e comumente contraído para "Museu de Sydney".  A mudança de nome atraiu protestos.

## Pátio de entrada

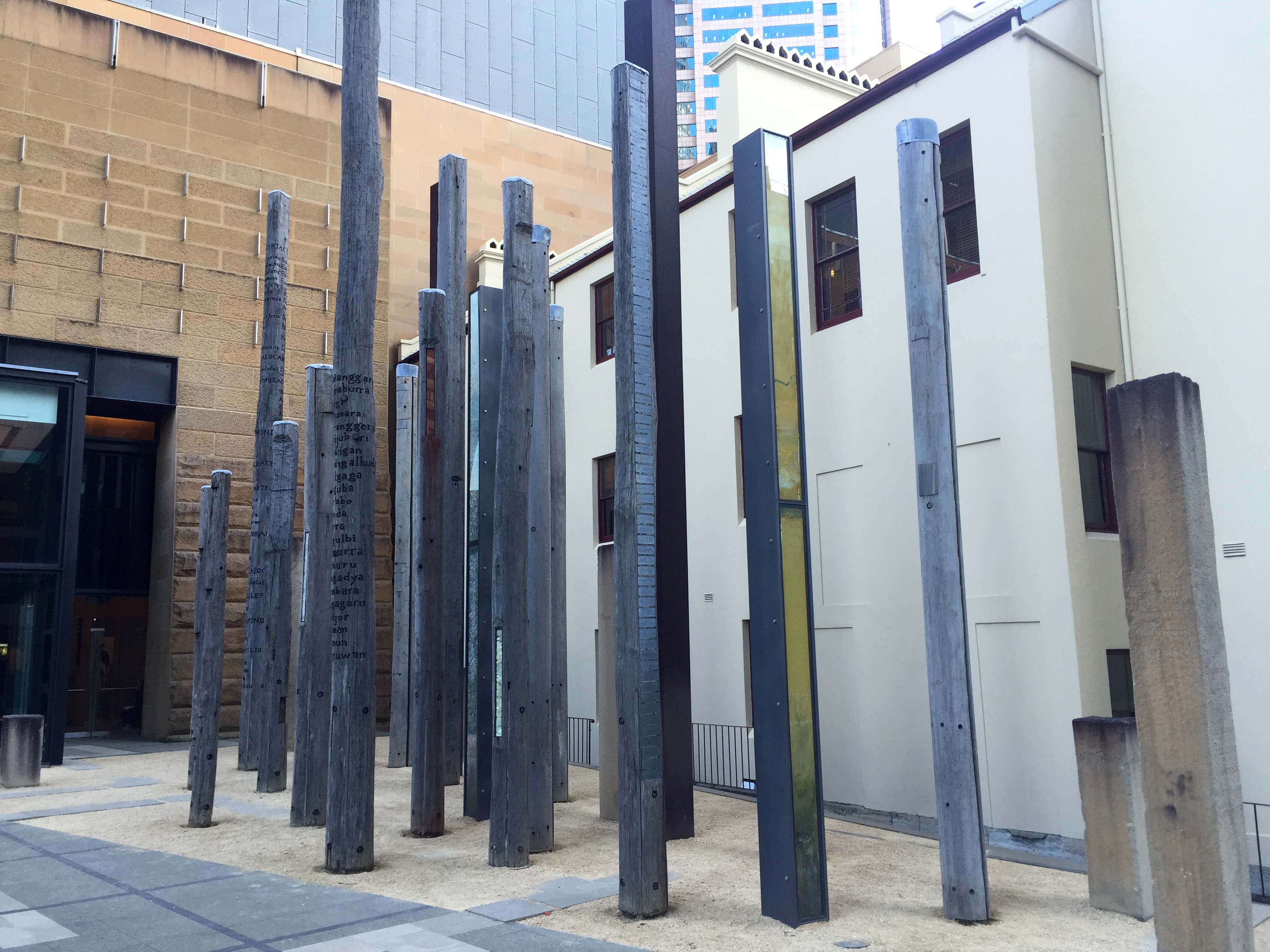
Borda das Árvores, obra de arte no pátio do museu, instalada em 1995.

A entrada pública para o museu é feita pela First Government House Place, em Bridge Street, Sydney.  O esboço da residência de Phillip, a primeira Casa do Governo, está marcado na praça com pedra incrustada.  A escavação do local revelou exemplos de drenos cobertos datados do final da década de 1790 e drenos de barris de tijolos datados de cerca de 1811 e outro de cerca de 1828.  Os restos dos esgotos e latrinas são mostrados em seu contexto original, junto com outros artefatos arqueológicos , em vidros mantidos no pavimento do pátio.